# 南布里斯托爾 (英國國會選區)
南布里斯托爾（英語：Bristol South），英國國會一自治市選區，位於英格蘭布里斯托爾的南部地區。設於1885年。
本區議席早期多數由保守黨和自由黨控制，1935年起由工黨控制。2010年大選中工黨的道恩·普莉瑪洛羅以38.4%選票勝出該區六度連任，成為西南英格蘭當年四個工黨國會議員之一。